# Casale Monferrato
Casale Monferrato (piemontesisch Casal, im lokalen Dialekt Casà) ist eine Gemeinde in der italienischen Provinz Alessandria (AL), Region Piemont.

## Lage und Einwohner
Der Ort liegt am rechten Ufer des Po auf einer Höhe von 116 m über dem Meeresspiegel, umgeben von den Hügeln des Montferrat. Das Gemeindegebiet umfasst eine Fläche von 86,32 km² und hat 32.220 Einwohner (Stand 31. Dezember 2023). Die Gemeinde besteht aus den Fraktionen (Frazioni) Casale Popolo, Rolasco, Roncaglia, San Germano, Santa Maria del Tempio, Terranova und Vialarda. 
Die Nachbargemeinden sind Balzola, Borgo San Martino, Camagna Monferrato, Candia Lomellina, Coniolo, Conzano, Frassineto Po, Morano sul Po, Motta de’ Conti, Occimiano, Ozzano Monferrato, Pontestura, Rosignano Monferrato, San Giorgio Monferrato, Terruggia und Villanova Monferrato.

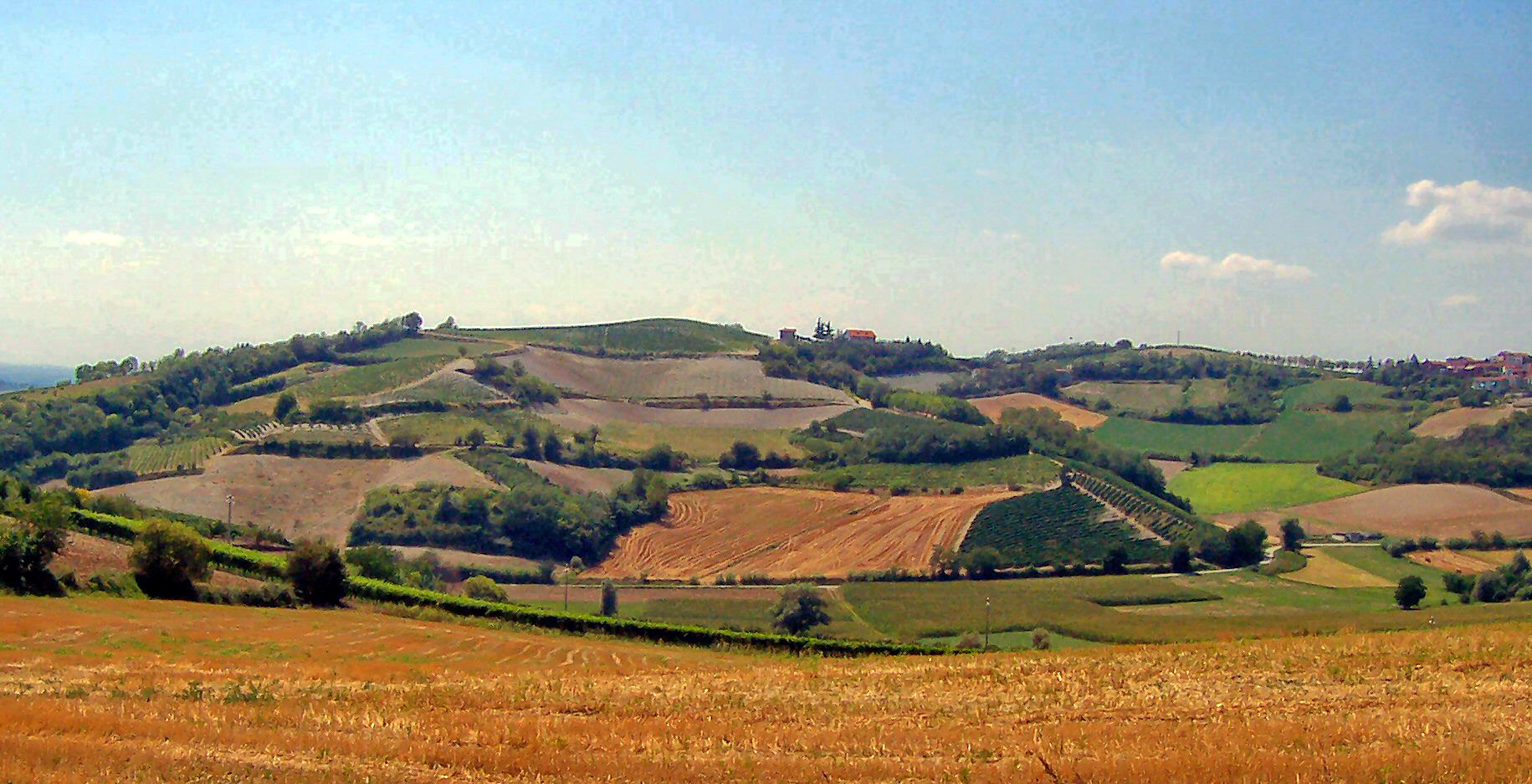
Blick auf die Hügel des Montferrat, Sommer 2005

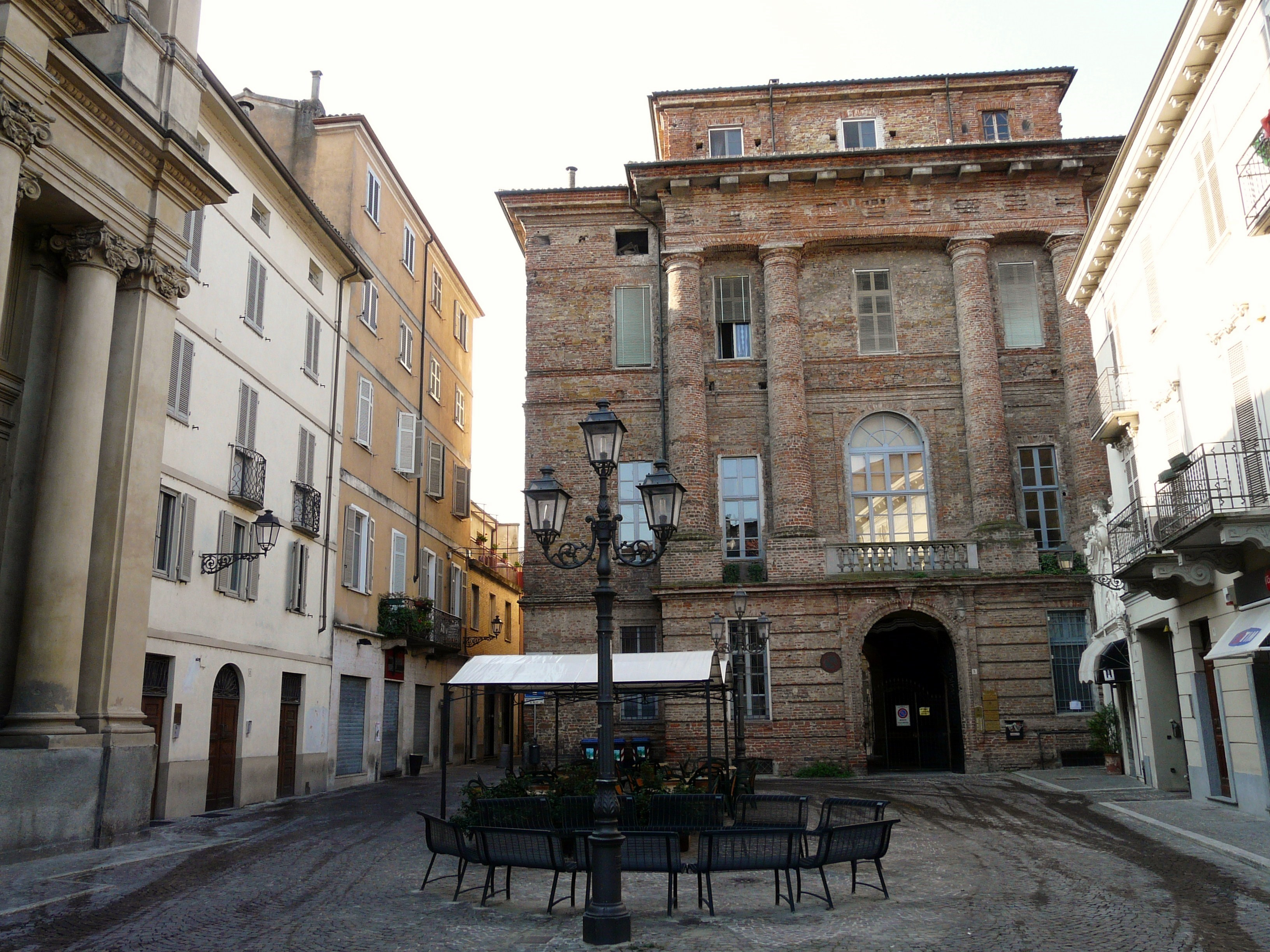
Piazza Santo Stefano

## Geschichte

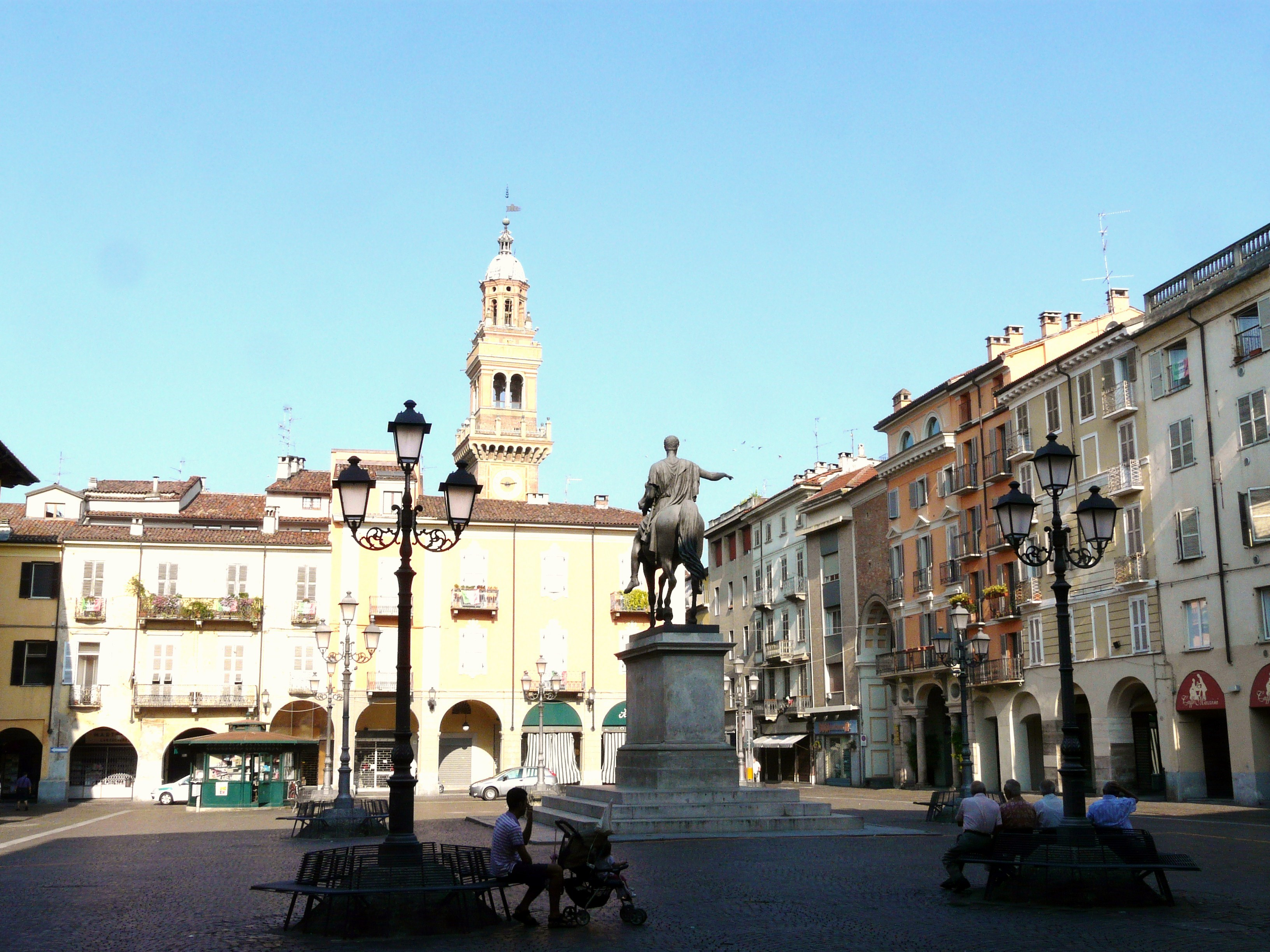
Piazza Mazzini

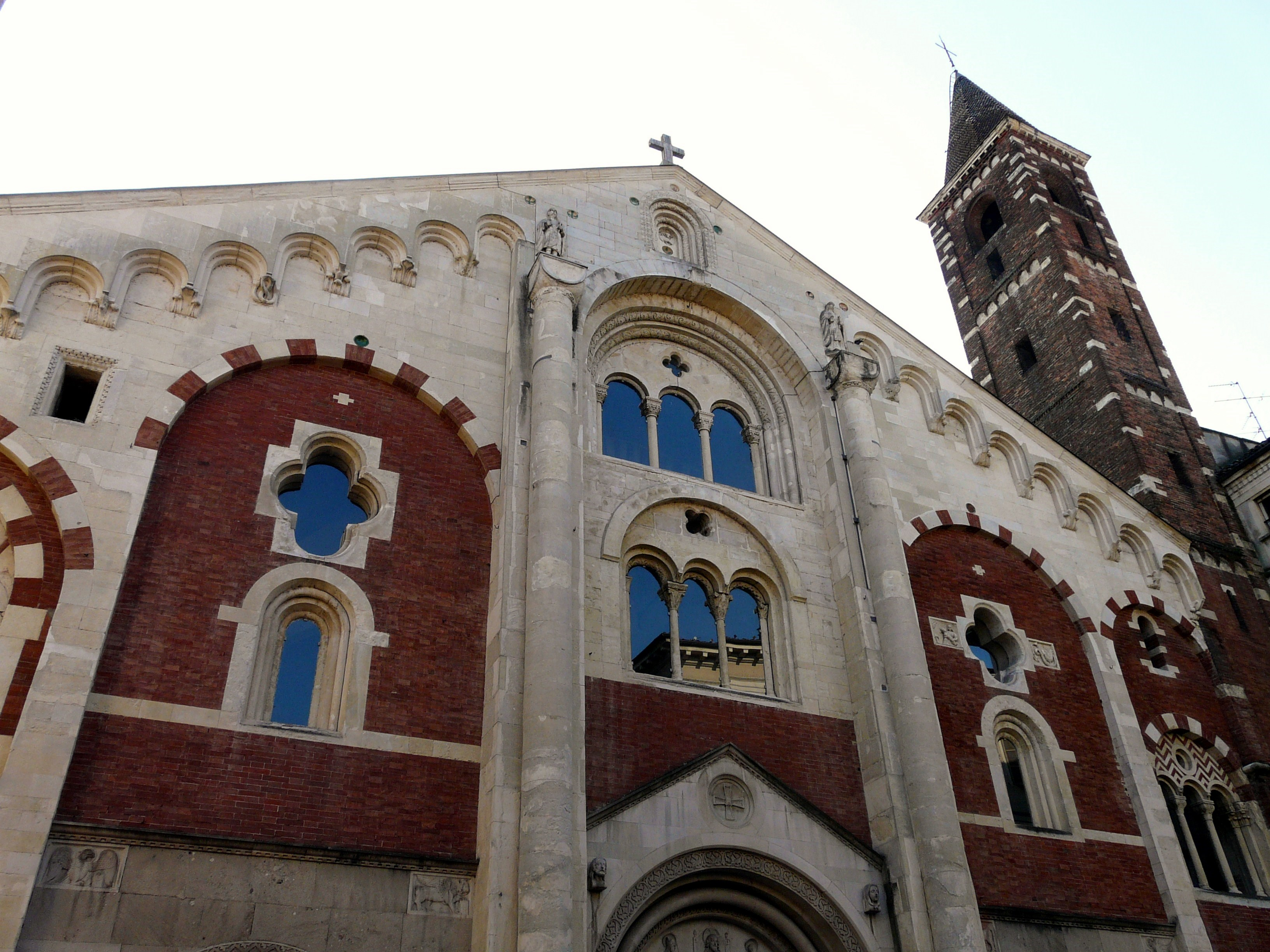
Sant’Evasio, Dom von Casale Monferrato

Der Bischof von Asti, Sant’Evasio, nannte das kleine Dorf Casale (nach dem italienischen Wort für Landhaus). Die erste schriftliche Erwähnung des Namens datiert auf das Jahr 988.

### Mittelalter
Nachdem Karl der Große das Dorf der Kirche von Vercelli geschenkt hatte, erlangte sie ihre Freiheit wieder unter der Herrschaft Friedrich Barbarossas. Im Jahr 1215 wurde sie nacheinander von den Truppen Vercellis, Alessandrias und Mailands geplündert, fünf Jahre später wieder aufgebaut und befestigt. Ab 1305 wurde der Ort von den Palaiologen beherrscht, zwischen 1370 und 1404 fiel es unter die Kontrolle der Visconti und kehrte dann unter die Markgrafen von Monferrato zurück, 1474 erlangte die Ansiedlung das Stadtrecht.

### Neuzeit
Infolge des 1559 im Rahmen des Friedens von Cateau-Cambrésis geschlossenen Vertrages zwischen Frankreich und Spanien kam die Stadt 1559 unter die Herrschaft der Familie Gonzaga aus Mantua, die Casale zur Festung machten. Im Mantuanischen Erbfolgekrieg (1629–1631) rückten französische Truppen in Casale ein; spanische Truppen belagerten die Stadt und die Festung 1629 und 1630 vergeblich. Erst 1652 eroberten die Spanier unter dem Marqués de Caracena zusammen mit Mantuaner Truppen unter Camillo Gonzaga Casale, das wieder an den Herzog von Mantua zurückgegeben wurde. 1681 veräußerte Herzog Ferdinando Carlo von Gonzaga-Nevers Stadt und Festung Casale für 100.000 Pistolen sowie eine jährliche Pension von 60.000 Lire an Frankreich. Vauban ließ Casale zur modernsten Festung Italiens ausbauen. Doch schon im Pfälzischen Erbfolgekrieg (1688–1697) zeigte sich, dass die Festung nicht so fest war wie erhofft. Als die Truppen der Augsburger Allianz Casale belagerten, musste die französische Garnison am 9. Juli 1695 kapitulieren. Im Spanischen Erbfolgekrieg schlug sich Herzog Ferdinando Carlo von Gonzaga-Nevers auf die Seite Frankreichs; Kaiser Joseph I. erkannte daraufhin auf Verrat am Reich, zog 1708 den beim Haus Gonzaga verbliebenen Teil des Herzogtums Montferrat, einschließlich Casale, ein und übereignete es 1713 dem Haus Savoyen.
Am 23. März 1849, dem Tag, an dem das Königreich Sardinien in der Schlacht bei Novara den Ersten Unabhängigkeitskrieg gegen das Kaiserreich Österreich verlor, widerstanden Stadt und Festung Casale gut 24 Stunden lang einem Angriff österreichischer Truppen, bevor die Verteidiger sich ergeben mussten.

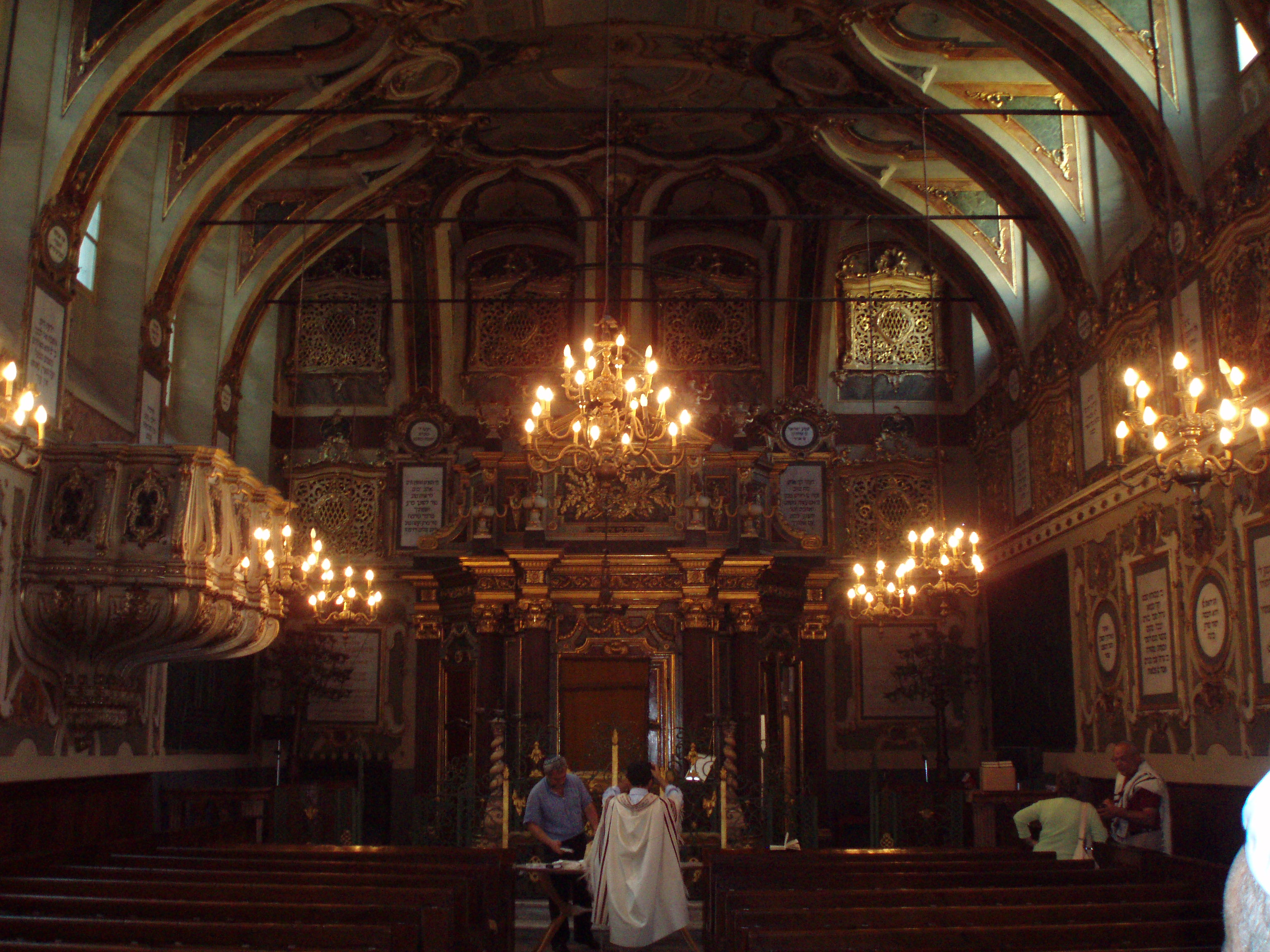
Synagoge (Casale Monferrato)

## Wirtschaft
Gegen Ende des 19. Jahrhunderts wurde die Stadt als capitale del cemento (Hauptstadt des Zements) bekannt, da der Rohstoff Kalkmergel in den umliegenden Hügeln gewonnen wurden. Bis heute ist der Zement ein wichtiger Wirtschaftszweig; der große Zementkonzern Buzzi Unicem hat seinen Firmensitz in Casale Monferrato. 
Im Ort gab es bis 1985 eine große Fabrik  des Herstellers Eternit S.p.A. für Asbestzement-Produkte. Durch das Einatmen von Asbeststaub wurden viele Beschäftigte und Anwohner in der Nähe der Fabrik krank und starben. Das Risiko ein Mesotheliom zu entwickeln, zeigte sich stark erhöht.
Ein früherer Eigentümer und ein führender Mitarbeiter des Unternehmens wurden 2015 wegen des Todes von etwa 3000 Menschen zu langjährigen Haftstrafen und Schadenersatz verurteilt, das Urteil wurde aber von einer höheren Instanz wegen Verjährung aufgehoben.
Außerdem sind der Reis-Anbau und die Kultivierung von Wein bedeutende Wirtschaftsfaktoren. Bei Casale Monferrato werden Reben der Sorte Barbera für den Barbera d’Asti, einen Rotwein mit DOCG-Status angebaut.

## Verkehr
Bei Casale Monferrato führt in Nord-Süd-Richtung die Autobahn A26 vorbei, über die Vercelli im Norden und Alessandria im Süden und dort verlaufende weitere Autobahnen schnell zu erreichen sind. Verschiedene Landstraßen verbinden Casale mit den Orten in der näheren Umgebung sowie mit Turin und Mailand. Casale liegt an den Bahnstrecken Mortara-Asti, Chiavasso-Casale Monferrato und Vercelli-Valenza. Die Stadt hat einen kleinen Flugplatz für die Allgemeine Luftfahrt. Die nächstgelegenen Verkehrsflughäfen sind Turin, Mailand-Malpensa und Genua.

## Kultur

### Architektur und Kunst
Die Stadt ist reich an kulturellen Besonderheiten. Hervorzuheben sind die romanische Kathedrale Sant’Evasio, ursprünglich aus dem Jahr 742, im 12. Jahrhundert komplett neu errichtet. 1706 wurde sie bei einer Restaurierung modifiziert, im 19. Jahrhundert jedoch in ihren mittelalterlichen Zustand zurückversetzt.
An Renaissance-Gebäuden sind die Kirche San Domenico sowie einige Paläste zu nennen. Das Kloster San Chiara im Zentrum der Stadt beherbergt Bilder von Il Moncalvo.
Die Burg (castello dei Paleologi) ist als militärisches Bauwerk des 15. Jahrhunderts mit einem hexagonalen Grundriss erbaut. Aus dem Jahr 1595 stammt die Synagoge der Stadt, sie gilt als eine der schönsten Europas.

### Musik
Im 16. und 17. Jahrhundert war Casale ein Zentrum der italienischen Musik. Viele Komponisten der Zeit arbeiteten in dem Ort, unter ihnen Jean Mouton, Andreas de Silva und Giovanni Pierluigi da Palestrina.
Im 17. und 18. Jahrhundert fanden Opern-Premieren von Giulio Cesare Monteverdi, Pietro Alessandro Guglielmi und Pasquale Anfossi in Casale statt.

## Sport
Der Fußballverein der Stadt die FBC Casale ASD, wurde im Jahr 1909 gegründet und gewann 1913/14 als AS Casale die italienische Meisterschaft. 1934 stieg er aus der Serie A ab und war seitdem nicht mehr erstklassig.
Der Basketballclub Junior Libertas Pallacanestro spielte in der Spielzeit 2011/12 für eine Saison in der höchsten Italienischen Spielklasse, der Serie A.

## Persönlichkeiten
- Ubertinus de Casale (1259–1328), Theologe
- Facino Cane de Casale (1360–1412), Condottiere
- Giovanni Francesco Biandrate di San Giorgio Aldobrandini (1545–1605), Bischof, Kardinal und Jurist
- Carlo Cozio (1715–1780), Schachmeister
- Paolo Leardi (1762–1823), Diplomat des Heiligen Stuhls
- Luigi Canina (1795–1856), Klassischer Archäologe und Architekt
- Giovanni Lanza (1810–1882), Premierminister von Italien
- Ascanio Sobrero (1812–1888), Chemiker und Erfinder des Nitroglycerins
- Giovanni Celoria (1842–1920), Astronom und Politiker
- Riccardo Bianchi (1854–1936), Ingenieur
- Leonardo Bistolfi (1859–1933), Bildhauer
- Carlo Montagnini (1863–1913), Erzbischof und Diplomat
- Ugo Cavallero (1880–1943), General
- Luigi Barbesino (1894–1941), Fußballspieler und -trainer sowie Faschist
- Natale Palli (1895–1919), Pilot
- Umberto Caligaris (1901–1940), Fußballspieler und -trainer
- Sergio Castelletti (1937–2004), Fußballspieler und -trainer
- Roberto Bolle (* 1975), Balletttänzer
- Giulia Gabba (* 1987), Tennisspielerin
- Valentina Margaglio (* 1993), Skeletonpilotin

## Städtepartnerschaften
- Trnava
- Weinstadt
- Pescara
- Gjirokastra